# Henry Spencer
Lord Henry John Spencer,  född den 20 december 1770, död den 3 juli 1795 i Berlin, var en brittisk diplomat, son till George Spencer, 4:e hertig av Marlborough.
Lord Henry ägnade sig åt diplomatbanan och blev till följd av sina inflytelserika släktförbindelser redan innan han fyllt 20 år minister i Haag (april 1790). Han förflyttades sommaren 1793 som envoyé till Stockholm och därifrån i december 1794 till Berlin, där han ett halvt år senare avled. 
Spencer var av allt att döma hetsig, högdragen och oerfaren samt invecklade sig under sin ämbetstid i Stockholm i den ena etikettstvisten efter den andra med svenska regeringen, med vilken han stod på spänd fot även till följd av sina häftiga klagomål över svenska fartygs kontrabandstrafik under kriget mellan England och Frankrike. 
Särskilt bekant är Spencers uppträdande som ledare av de utländska diplomaternas i Stockholm protestaktion mot, att 1794 års kaffeförbud utsträckts att gälla även den så kallade Ministersocieteten eller Diplomatiska klubben, en föregångare till klubben Stora sällskapet. 
Om hans verksamhet i Sverige skriver Lydia Wahlström i sitt arbete "Sverige och England under revolutionskrigens början" (1917).